# Коллизионная норма
Коллизионная норма (лат. collisio — столкновение) — это норма, содержащая правило определения права, применимого для регулирования отношений, осложненных иностранным элементом.
Совокупность коллизионных норм часто именуется конфликтным или коллизионным правом применительно к международному частному праву.

## Понятие
Коллизионные нормы международного частного права представляют собой инструмент для определения конкретного национального правопорядка, который будет регулировать отношение по существу.
Например, при заключении договора аренды, французский арендодатель и российский арендатор не определили самостоятельно право, которое будет регулировать их отношения, вытекающие из этого договора (автономия воли). В случае возникновения спора, суд или иной правоприменительный орган, в условиях отсутствия материального международно-правового регулирования по этим вопросам, будет вынужден обратиться к коллизионным нормам, на основании которых он и определит, какое право (российское или французское) можно применить. А уже нормы российского либо французского права будут регулировать отношение по существу. Таким образом, коллизионные нормы сами по себе лишены регулятивного воздействия, их функция состоит в формировании коллизионного механизма регулирования.

## Структура коллизионной нормы
Согласно устоявшимся положениям коллизионная норма состоит из объёма и привязки.
Объём указывает на круг отношений, которые подлежат воздействию со стороны коллизионной нормы, а привязка содержит указание на признаки определения применимого права.
Пример: Форма сделки определяется местом её совершения. В данном примере объём коллизионной нормы составляет указание на форму сделки. Именно этот вопрос будет решаться по праву страны, где сделка совершена (привязка). Привязка коллизионной нормы также может именоваться формулой прикрепления.
Некоторые коллизионные привязки могут использоваться только для определённых групп отношений. Например, личный закон пригоден для определения правового статуса субъектов международного частного права, а закон нахождения вещи — для вещественных прав на имущество, закон места совершения акта — для правоотношений, которые возникают в силу такого акта.

## Традиционные формулы прикрепления
В мировой практике существует сложившиеся, наиболее часто употребляемые формулы прикрепления. По традиции их обозначают на латинском языке.
- Личный закон физического лица (Lex personalis)
- Личный закон юридического лица (lex societatis)
- Закон места нахождения вещи (Lex rei sitae)
- Принцип автономии воли (lex voluntatis)
- Закон места заключения договора (lex loci contractus)
- Закон места исполнения договора (lex loci solutionis)
- Закон места совершения правонарушения (lex loci delicti)
- Закон суда рассмотрения дела (lex fori)
- Закон флага судна (lex banderae)

Нормативный состав МЧП состоит из двух групп норм разного характера: коллизионно-правовые нормы, которые сами по себе не регулируют отношения, осложненные иностранным элементом, а лишь отсылают к праву, подлежащему применению; материально-правовые нормы национального законодательства, регулирующие отношения с иностранным элементом

## Основные виды и классификации коллизионных норм

### Односторонние и двусторонние
Двусторонняя коллизионная норма предусматривает возможность применения права любого государства, в том случае, если оно подпадет под условия привязки. Примером двусторонней коллизионной нормы является правило ст. 1205 ГК РФ: Содержание права собственности и иных вещественных прав на недвижимое и движимое имущество, их осуществление и защита определяются по праву страны, где это имущество находится.
Односторонняя коллизионная норма содержит указание на право конкретного государства, которое будет регулировать отношение, указанное в объёме. Естественно, что этим правом будет являться право страны, к которой принадлежит эта коллизионная норма. Пример: К договорам в отношении находящихся на территории Российской Федерации земельных участков, участков недр и иного недвижимого имущества применяется российское право. (ст. 1213 ГК РФ).
По форме выражения воли законодателя: императивные, диспозитивные, альтернативные.
Императивные — нормы, которые содержат категорические предписания, касающиеся выбора права, и которые не могут быть изменены по усмотрению сторон частного правоотношения (п.1 ст.1224 ГК РФ). 
Диспозитивные — нормы, которые, устанавливая общее правило о выборе права, оставляют сторонам возможность отказаться от него, заменить другим правилом. Они действуют постольку, поскольку стороны своим соглашением не договорились об ином правиле. Например, п.3 ст.1219 ГК РФ предусматривает: «После совершения действия или наступления иного обстоятельства, повлекших причинение вреда, стороны могут договориться о применении к обязательству, возникшему вследствие причинения вреда, права страны суда», то есть право государства, суд которого рассматривает дело. 
Альтернативные — нормы, предусматривающие несколько правил по выбору права для данного, то есть указанного в объёме этой нормы, частного правоотношения. Правоприменительные органы, а также стороны могут применить любое из них (иногда в норме устанавливается определённая последовательность в применении этих правил). 
Однако достаточно, чтобы частное правоотношение было действительным по одному из закрепленных правил. В качестве примера можно привести абз. 1 п.1 ст.1209 ГК РФ: форма сделки подчиняется праву места её совершения. Однако сделка, совершенная за границей, не может быть признана недействительной вследствие несоблюдения формы, если выполнены требования российского права. Объёмом этой коллизионной нормы является «форма сделки». К нему предусмотрены две альтернативные привязки: закон места совершения сделки и российское право. Закон устанавливает жесткую последовательность их возможного применения. Главной привязкой является первая — форма сделки должна быть прежде всего рассмотрена по закону места её совершения. И только тогда, когда форма сделки не будет отвечать требованиям этого закона, что привело бы к её недействительности, нужно применить российское право. Если форма сделки будет соответствовать требованиям российского права, она должна быть признана действительной.
В зависимости от степени нормативной регламентации в МЧП: генеральные, субсидиарные.
Первые формируют наиболее общее правило выбора права, предназначенное для преимущественного применения. 
Характерной особенностью вторых является определение одного или нескольких правил выбора применимого права, тесно связанных с главным.
Субсидиарная норма используется тогда, когда норма генеральная по какой-либо причине не может быть применена или оказывается недостаточной для установления компетентного правопорядка. 
В качестве Примера генеральной коллизионной нормы можно привести п. 1 ст. 1210 ГК РФ 2001 г., которая устанавливает, что «стороны договора могут при заключении договора или в последующем выбрать по соглашению между собой право, которое подлежит применению к их правам и обязанностям по этому договору. Выбранное сторонами право применяется к возникновению и прекращению права собственности и иных вещественных прав на движимое имущество без ущерба права третьих лиц». В данном случае возможность, предоставленная сторонам по выбору права, которое будет определять их права и обязанности по внешнеэкономической сделке, является главным коллизионным правилом и подлежит преимущественному применению.
Статья 1211 формулирует субсидиарную норму, которая вступает в действие в случае, когда стороны не договорились о подлежащем применению праве. Она содержит даже не одну, а несколько субсидиарных норм, которые детализируются по объёму. В соответствии с этой статьёй к правам и обязанностям сторон по внешнеэкономической сделке подлежит применению закон страны учреждения, местожительства или основного места деятельности «активной» стороны договора — продавца, наймодателя, лицензиара, перевозчика, хранителя и т. д.
Нормативный состав МЧП состоит из двух групп норм разного характера: коллизионно-правовые нормы, которые сами по себе не регулируют отношения, осложненные иностранным элементом, а лишь отсылают к праву, подлежащему применению; материально-правовые нормы национального законодательства, регулирующие отношения с иностранным элементом по четкости формулирования привязки различают гибкие и жесткие коллизионные нормы. Традиционной гибкой привязкой является право страны, с которой правоотношение наиболее тесно связано.

## Основные правила применения иностранного права
Российское законодательство предусматривает основные правила «обращения» с иностранным правом. Основным правилом является применение иностранного права таким образом, как оно применяется в стране своего происхождения, то есть в соответствии с официальным толкованием, практикой применения и доктриной. (ст. 1191 ГК РФ).

## Ограничения действия коллизионного механизма регулирования
Существует два основных явления, которые могут блокировать действие коллизионного механизма регулирования.

### Оговорка о публичном порядке
Норма иностранного права, подлежащая применению в соответствии с правилами настоящего раздела, в исключительных случаях не применяется, когда последствия её применения явно противоречили бы основам правопорядка (публичному порядку) Российской Федерации. В этом случае при необходимости применяется соответствующая норма российского права. Отказ в применении нормы иностранного права не может быть основан только на отличии правовой, политической или экономической системы соответствующего иностранного государства от правовой, политической или экономической системы Российской Федерации.(ст.1193 ГК РФ). Таково традиционное определение оговорки о публичном порядке — указание на мотивы её применения (явное противоречие основам порядка), а также на мотивы, по которым её (оговорку) применять нельзя (отличие социальной системы иностранного государства от социальной системы РФ).
Выделяют две концепции оговорки о публичном порядке: позитивную и негативную. Позитивная (именуемая по её происхождению «франко-итальянской») представляет собой совокупность внутренних норм права, которые в силу особой, принципиальной важности для защиты общественных и моральных устоев данного государства должны применяться всегда, даже если отечественная коллизионная норма отошлет к иностранному праву. Отсюда название «позитивная» — она исходит из того, что какие-то принципы и нормы национального права имеют особое, позитивное значение для государства. Негативная оговорка (вытекающая из германского права) исходит из содержания иностранного права: иностранное право, которое следует применить по предписанию национальной коллизионной нормы, не должно применяться, так как оно или его отдельные нормы не совместимы с публичным порядком этого государства. В международном частном праве эта оговорка наиболее популярна.

### Нормы непосредственного применения
Правила раздела 6 ГК РФ не затрагивают действие тех императивных норм законодательства Российской Федерации, которые вследствие указания в самих императивных нормах или ввиду их особого значения, в том числе для обеспечения прав и охраняемых законом интересов участников гражданского оборота, регулируют соответствующие отношения независимо от подлежащего применению права. (п.1 ст 1192 ГК РФ). Существует два основных отличия норм непосредственного применения от оговорки о публичном порядке. Первое касается мотивов. Нормы непосредственного применения действуют не в случаях нарушения основ правопорядка РФ, а при необходимости защиты особого интереса (например, защита слабой стороны договорного отношения — потребителя, или защита интересов РФ при торговле продукцией военного назначения). Второе отличие состоит в том, что нормы непосредственного применения не только блокируют развитие коллизионного механизма регулирования, но и регулируют отношение по существу.